# 터우형 증기 기관차
터우형 증기 기관차는 대한민국에서 사용되었던 4-6-0 차륜배치식 증기 기관차의 통칭으로, 총 6개 형식이 존재한다. 이름은 미국에서 차륜이 10개 있는 증기 기관차를 부르는 말인 텐 휠러(Ten Wheeler)의 준말에서 유래했으며, 경부철도주식회사에 의해 경부선 운행 용으로 미국 볼드윈(Baldwin)사에서 최초로 11량을 수입해 일제강점기 막바지인 1945년까지 발주해서 제작되었다. 운행 초기에는 간선의 여객 견인 용도로 사용되었으나, 고성능의 대형 차량이 점차 도입되면서 지선과 화물 용도로 전환되었다. 급구배 선구인 만포선과 평원선 등에서 특히 사용되었다.

## 특징
터우형 증기 기관차는 4개의 전륜(2축), 6개의 동륜(3축)을 공통적으로 갖추고 있으며, 후륜이 없다. 한국에서 사용된 터우형 차량은 전부 텐더식이다. 아울러, 전 차량이 1680mm 동륜을 채용하고 있으며, 최고속도는 95km/h로 동일하였다. 터우형은 1910년도에는 가장 대표적인 차량으로 대량 도입되었으며, 이후 해방 직전까지 계속해서 채용이 이루어졌다. 파시형 증기 기관차와 함께 여객용도로 널리 사용되었다. 터우1형부터 터우6형까지 존재한다.
터우1형은 경부철도주식회사가 최초로 도입한 차량으로 1906년에 총 12량을 도입하였는데, 이 중 6대는 2기통 복식 피스톤 구조이며 나머지 6대는 일반적인 단식 구조를 취했다. 제작은 미국의 볼드윈 사가 하였으며, 국내 반입은 부산 초량 공장에서 조립하여 이루어졌다. 이 차량은 이후 통감부에 의해 인수되었으며, 그 후로 본선 여객에 쓰이다가 점차 지선 등지로 투입되었다. 이후 단식 과열식으로 개조되었다. 물론 터우 2형도 마찬가지이다.

## 보존
- 터우 5형 700호 : 국내 유일의 터우형 증기기관차가 코레일 인재개발원 입구에 있다. 1935년에 조선 총독부에서 용산에 박물관을 만들 때, 여기에 전시하기 위해 특별히 제작되었다. 1980년대 중반 철도교육단지가 부곡(지금의 의왕시)에 만들어질 때 이곳으로 옮겨졌다. 내부 구조와 동작원리를 볼 수 있도록 절개형으로 만들었으며, 차체 하부에 전동기를 장착해 동륜을 움직일 수 있도록 되어 있다. 한국철도공사 선정 철도기념물로 보존되고 있다.

## 사진

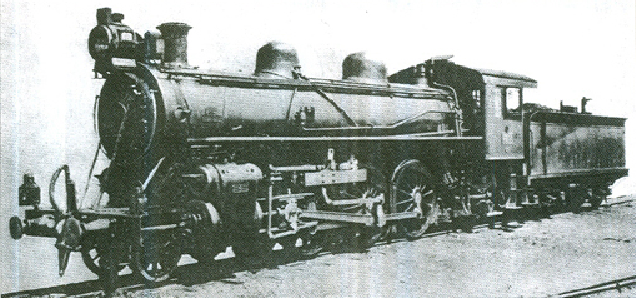
터우3형
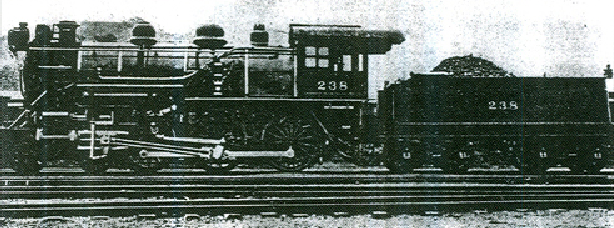
터우4-4호 증기 기관차 (당시 238호)
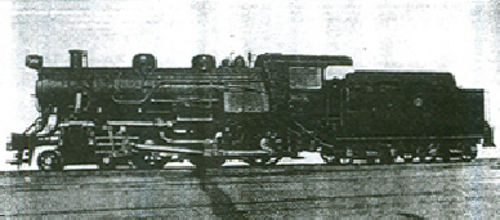
공장에서 촬영한 터우5형
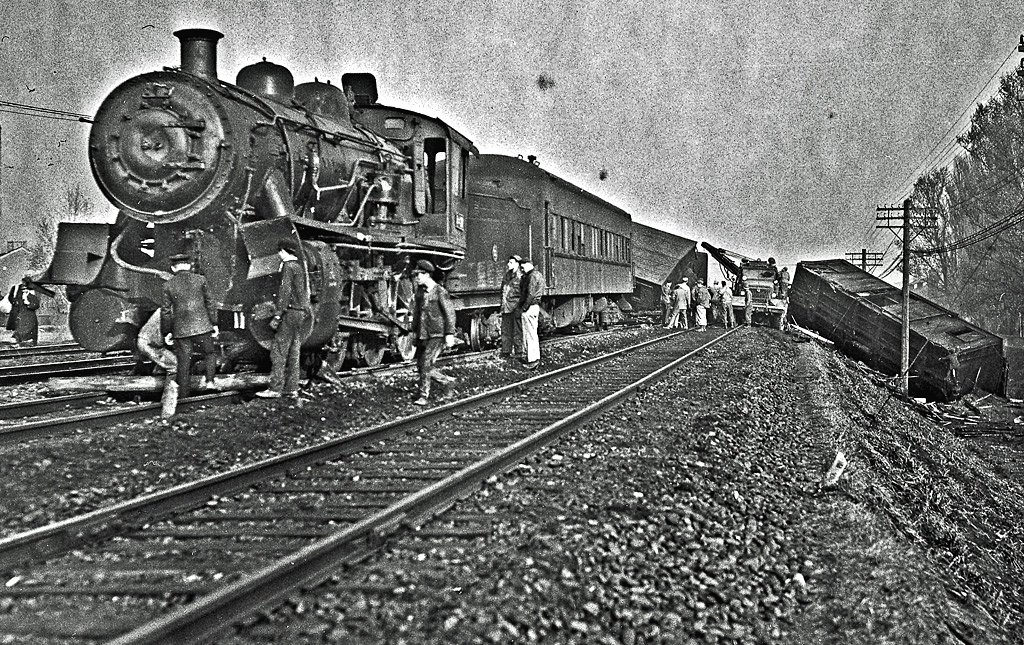
파손된 터우5형 증기 기관차
터우5형 700호